# Добрея
Добрея — река в Московской и Смоленской областях России, левый приток Вори. Протекает по территории Можайского и Гагаринского районов.
Берёт начало в 5 км к юго-западу от деревни Мокрое, впадает в Ворю в 140 км от её устья, у деревни Сергеевское Смоленской области.
Длина — 15 км (по другим данным — 13 км), площадь водосборного бассейна — 77,3 км². Равнинного типа. Питание преимущественно снеговое. Замерзает обычно в середине ноября, вскрывается в середине апреля. Летом в верхнем течении пересыхает на 2 км от истока.
Интерес для туристов представляют глухие хвойные и смешанные леса и отсутствие населённых пунктов, кроме небольшого дачного посёлка у истока Добреи.
По данным государственного водного реестра России, относится к Окскому бассейновому округу. Речной бассейн — Ока, речной подбассейн — бассейны притоков Оки до впадения Мокши, водохозяйственный участок — Угра от истока до устья.